# Karol Sevejáni
Karol Sevejáni (* 4. listopadu 1926) byl československý politik Komunistické strany Slovenska ze Slovenska maďarské národnosti a poslanec Sněmovny národů Federálního shromáždění za normalizace.

## Biografie
K roku 1971 se uvádí jako tajemník MNV. Ve volbách roku 1971 zasedl do slovenské části Sněmovny národů (volební obvod č. 122 – Rimavská Sobota, Středoslovenský kraj). Ve FS setrval do konce funkčního období, tedy do voleb roku 1976.